# Rhytidophyllum mogoticola
Rhytidophyllum mogoticola är en tvåhjärtbladig växtart som beskrevs av Attila L. Borhidi och Muniz. Rhytidophyllum mogoticola ingår i släktet Rhytidophyllum och familjen Gesneriaceae. Inga underarter finns listade i Catalogue of Life.